# Ptychosperma macrocerum
Ptychosperma macrocerum är en enhjärtbladig växtart som beskrevs av Odoardo Beccari. Ptychosperma macrocerum ingår i släktet Ptychosperma och familjen Arecaceae. Inga underarter finns listade i Catalogue of Life.